# Lepturges definitus
Lepturges definitus är en skalbaggsart som beskrevs av Tavakilian och Monné 1989. Lepturges definitus ingår i släktet Lepturges och familjen långhorningar. Inga underarter finns listade i Catalogue of Life.